# فرودگاه شهری پورتالس
 فرودگاه شهری پورتالس (به انگلیسی: Portales Municipal Airport) یک فرودگاه همگانی بهره‌برداری هوایی است که یک باند فرود آسفالت دارد و طول باند آن ۱۷۳۷ متر است. این فرودگاه در کشور ایالات متحده آمریکا قرار دارد و در ارتفاع ۱۲۴۳ متری از سطح دریا واقع شده است.